# Chromadorella trilix
Chromadorella trilix är en rundmaskart som beskrevs av Christian Wieser och Stephen Donald Hopper 1967. Chromadorella trilix ingår i släktet Chromadorella och familjen Chromadoridae. Inga underarter finns listade i Catalogue of Life.